# 333043 Courtneymario
333043 Courtneymario este o planetă minoră (asteroid) din centura de asteroizi. A fost descoperită pe 20 decembrie 2004 la Mount Lemmon⁠(d) de Mount Lemmon Survey⁠(d). 
Obiectul prezintă o orbită caracterizată de o semiaxă mare de 2,4190900664375 UAi, o excentricitate de 0,18065728187875, o înclinație de 2,2369489719666 ° în raport cu ecliptica.